# Sermano
Sermano (in corso Sermanu) è un comune francese di 75 abitanti situato nel dipartimento dell'Alta Corsica nella regione della Corsica.

## Società

### Evoluzione demografica
Abitanti censiti